# Cansumys canus
Cansumys canus is een zoogdier uit de familie van de Cricetidae. De wetenschappelijke naam van de soort werd voor het eerst geldig gepubliceerd door G.M. Allen in 1928.

## Voorkomen
De soort komt voor in China.